# Jop van der Linden
Jop van der Linden, né le 17 mai 1990 à Apeldoorn, est un footballeur néerlandais. Il évolue au Willem II Tilburg au poste de défenseur central.

## Biographie
Avec le club de l'AZ Alkmaar, il joue huit matchs en Ligue Europa lors de la saison 2015-2016, inscrivant trois buts.